# Pedetoidea
Pedetoidea – nadrodzina gryzoni z infrarzędu wiewiórolotkowych (Anomaluromorphi) w obrębie podrzędu Supramyomorpha.

## Systematyka
Do nadrodziny Pedetoidea należy jedna występująca współcześnie rodzina:
- Pedetidae J.E. Gray, 1825 – postrzałkowate

Opisano również rodzinę wymarłą:
- Parapedetidae McKenna & Bell, 1997